# نگروئلاس
نگروئلاس (به اسپانیایی: Nogueruelas) یک شهرستان در اسپانیا است که در استان تروئل واقع شده‌است.

## خصوصیات
نگروئلاس ۹۹ کیلومترمربع مساحت و ۲۲۷ نفر جمعیت دارد.